# 後衛 (足球)
在足球運動中，後衛（英語：Defender）是負責防守和阻止對手進球的球員，縮寫為DF。
後衛可依位置及功能分為四大類：清道夫、中後衛（center back）、邊後衛（full back）、翼衛（wing back），一般而言，球隊都會配備中後衛與邊後衛，清道夫與翼衛則視球隊與教練的風格以及時代而定，不一定會出現。具有一定進球能力的後衛在中文圈被稱為「帶刀後衛」。
在1950年代流行的2-3-5陣式中，兩名邊後衛負責對付敵方的外鋒，三名中衛則負責敵方的中鋒與內鋒。稍後，為了在中路施壓，德國足球開發出清道夫的角色。1960年代，加入中後衛的4-2-4陣式問世，英格蘭更在1966年世界盃實現了無翼奇蹟，中後衛與邊後衛的組合愈發成為主流。1970年代以降，全能足球衍生出日後的Tiki-taka，三中衛體系捲土重來，的區域防禦理論嶄露頭角，後衛的功能也愈來愈多樣化。

## 清道夫
清道夫（英語：sweeper），又稱自由人位於中路，比起其他後衛，功能更多樣且流動性更高，負責把對手帶進的球「清出防線」。「自由人」一稱出自吉亞尼·布雷拉所謂「盯防任務的自由人」（libero da impegni di marcatura），在義大利又稱「自由球員」（battitore libero），傳統上穿6號球衣。
清道夫角色的發明者咸認是奧地利人卡爾‧拉潘，1930年代，他在瑞士塞爾維特著手開發鏈式防守體系，其中需要一個角色待在中路底部，清理突破到防線後的球，並重啟攻勢。之後瑞士國家足球隊經常出現此角色，部署在守門員前方，稱為「鎖」（法語：verrouilleur）。1940年代，蘇聯教頭亞歷山大‧阿布拉莫夫在薩馬拉實驗他的「窩瓦夾」（俄語：волжская защепка），這是3-2-2-3陣式（WM陣式）的一種變形，讓正中央的後衛更加拖後，在兩位邊後衛後方清場，此角色也類似於清道夫。
|  |  |  |  |

在義大利，清道夫的先驅可能是熱那亞的奧塔維歐·巴比耶里，他的後防體系是WM體系的變體，包含三名盯人後衛與一名防線後的自由後衛（Terzino volante），影響了日後的鏈式防守與條理陣式。稍後，薩萊諾在1940年代開發出Vianema體系，本質上屬於鏈式防守，讓三名後衛（當時稱為Full back，但功能更接近當今的Central back）正中央那名拖後，同時又在中鋒位置上擺放防守型球員，從中路對敵方鋒頭施壓，減少己方後衛的盯防壓力，形成1-3-3-3的陣式。此系統有利於小隊對抗擅長個人盯防的豪門。在條理陣式中，防守中場兼具攔截防禦與啟動反攻的功能，這點也與清道夫類似。戰後尤文圖斯教頭費利切·博雷爾的得力幹將卡洛·帕羅拉在此一角色上多有精彩演繹。此後，內里奧·羅科與希倫尼奧·靴利拿等教頭大量使用鏈式防守體系，將防守中場大幅後撤，清道夫因而大行其道。
出任清道夫的人必須擁有極高的球賽閱讀能力，也要負責策動反擊，所以控球和傳球能力亦比一般後衛的要求更高。1960年代，清道夫的主要任務負責將敵方傳球清走，代表人物是大國際米蘭時代（La Grande Inter）時代的伊凡諾·布拉森與亞曼多·皮契。
爾後，德國「足球皇帝」貝肯鮑爾開創了清道夫的新境界：進攻型清道夫（Attacking sweeper），防守時在後衛防線後方補漏，攻擊時能夠殺進敵方禁區，可以在搶球的同時策劃反擊，利用對形勢、路線的觀察大幅增進足球的藝術性。同一世代的代表性清道夫還有博比·摩爾、揚·波普盧哈爾、埃利亞斯·菲格羅亞、馬斯特羅帕斯夸等人。80年代至90年代的AC米蘭暨義大利隊長成為「義式自由人」的代表人物，利用更多球權進行高風險的戰術。同一世代的代表性清道夫包含羅納德·科曼、等人。
1990年，FIFA修訂規則，平行不算越位，1992年又禁止門將用手接隊友用腳回傳的球。規則變動使清道夫變成防線上的累贅，加上區域防禦理論逐漸取代個人盯防，目前已罕有球隊使用清道夫。不過，在2004年歐洲國家盃，希臘教頭奧托·雷哈格爾成功靠著清道夫獲得冠軍.。雖然清道夫體系在現代足球中基本上已經過時，但結合區域盯防和越位陷阱，在三後衛體系中，、大衛·路易斯、哈維·馬丁內斯等球員仍扮演類似的角色，他們的防守技巧與控球能力能讓他們在奪取球權後進入中場，成為球隊的第二組織核心。
另一方面，當代某些守門員站位較高，能夠在離球門較遠的地方清球，比其他守門員參與更多攻勢組織。這類守門員稱為門衛或清道夫門將（Sweeper-keepers）。著名的門衛有湯米·勞倫斯、「狂人」、等。

## 中後衛
源於二十世紀初2-3-5陣式的中衛（Centre half），在歐洲主要穿著4號與5號球衣，在南美洲則因國家而異：烏拉圭2&3、阿根廷2&6、巴西3&4。

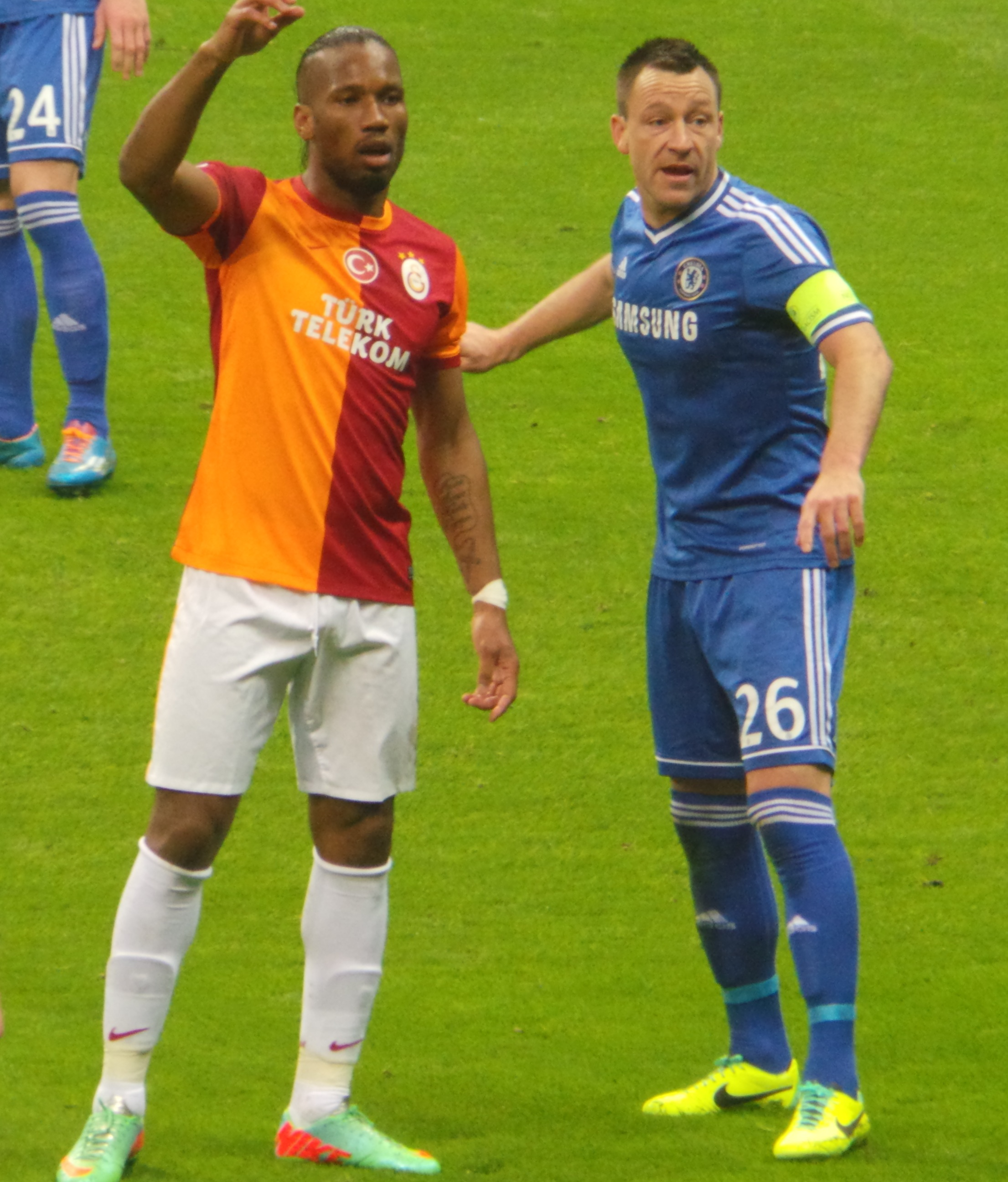
中後衛特里盯防前鋒德罗巴

中後衛的主要活動範圍在中後場，特別是在球門正前方，負責阻擋對方球員得分。工作包含阻斷射門、干擾傳球、競爭頭球、盯防（Mark）敵方前鋒等等，必須知道如何占領場上的空缺。現代足球大多使用兩名或三名中後衛球員，例如4-3-3、4-4-2、4-2-3-1都是使用兩名中後衛的陣式。取得球權後，中後衛通常被期待能作出精準的長傳，「清球」（Clearance）則是把球踢出危險區域，踢得離球門愈遠愈好。中後衛通常不負責攻門，但在角球或其他定位球當中，中後衛可能會移動到對方禁區內，利用頭球能力增加進球機率。此時便需要防守中場或其他球員替補中後衛的守備位置。
在舊式的盯防體系中，中後衛又分成盯人的「Stopper」與清球的「Sweeper」，後者演變為前一節提及的自由人。現代足球中，中後衛的技能相當多樣，因此球隊往往以一名高大強壯的球員搭配另一名行動靈敏且擅長控球的球員，例如皇家馬德里的、拉莫斯與，馬德里競技與烏拉圭的與，曼聯的里奧·費迪南與，車路士的、卡希爾與，尤文圖斯的、與等。
歷史上偉大的中後衛有法比奧·簡拿華路、阿歷辛度·尼斯達、多明戈斯·達吉亞、艾克多·褚姆皮塔斯、加馬拉、 與等人。現役傑出的中後衛則有、等人。

## 邊後衛
，傳統上是負責球場兩側防守的球員。邊後衛通常有兩名，傳統上穿著2號或4號球衣。在三後衛體系中，則可能不使用邊後衛。在老派的2-3-5陣式中，防線上使用兩名Full Back，他們的功能類似於現代的中後衛，負責對付中路上的對手，稍後的3-2-5陣式則讓邊後衛運動到更廣泛的區域中，現代的4-2-4陣式多加入一名中後衛，讓邊後衛可以與對方翼鋒對抗，沿邊路前推，功能愈來愈趨近中場球員。
現代的邊後衛通常都具備高移動速度和充沛的體力，以便來回穿梭攻守之間。球技方面，需要斷球、盯防、短傳的能力，以及無球跑動的視野。射門並非邊後衛的必備功能，他們既能與中後衛聯防，又能與邊後衛協同反攻，因此相當考驗球員智慧。此角色常見於英格蘭及義大利足球。
邊後衛的職能如下。
- 盯防（Marking）：一對一看守對方邊路上的攻擊球員，注意此時有被對方引誘失位的風險。[58]
- 阻擋（Obstruction）：用身體阻斷對方進攻，把對手逼出界，或者逼進中路，以非慣用腳對抗己方的中後衛或防守中場。
- 牽制（Jockeying）：保持位置在敵方持球球員與預期的攻擊目標之間，逼迫對手放慢節奏，爭取時間讓隊友回防或等待對方失誤。
- 無球跑動（Off-the-ball）：沿著邊路進入敵方空檔，製造傳中機會。
- 擲球（Throw-in）
- 穩定維持防線，減少隊友費力回防的次數。
- 在無翼陣當中，邊後衛可能兼具翼鋒的功能，而與己方的後腰共同承擔邊路的防守。
- 攻擊型邊後衛（Attacking full-back）：深入對方半場，把防線推進到中場，能夠集中攻擊火力。[59]

傑出的左後衛有：、利扎拉祖、等。
傑出的右後衛有：、等。
能夠左右開弓的邊後衛有：、等。
另外，在的戰術體系中，經常讓一名邊後衛在進攻時推前至防守中場位置，此位置稱為內切邊後衛（Inverted Full-back），此類球員包含大衛·阿拉巴、，以及原始設定為中後衛的等人。

## 翼衛
翼衛（Wing Back），又稱邊前衛，可以看作攻擊性比較強的邊後衛，或是與邊後衛的合體。
翼衛通常見於五後衛體系中，往往由隊內邊鋒或邊後衛客串這一角色，但麾下的利物浦喜愛高位搶斷，即使是4-3-3陣式，也可以見到這一角色。翼衛站位比邊後衛靠前，跑動速度非常快，對體能要求極高，能增加攻勢的寬度，並及時阻斷敵方的邊路進攻，增加防禦縱深。翼衛推進時，往往需要防守中場補位。他們與翼鋒的關鍵差別在於不一定積極進攻，往往在中線附近就傳球。由於位置比邊後衛更靠前，風險較高，因此翼衛除了要求體能，也需要控球能力。
翼衛的先驅包含巴西的尼頓·山度士與戴瑪·山度士、智利的費佛、義大利的與荷蘭的。當代翼衛名將則有、安傑洛·迪利維奧、安東尼奧·貝納里沃、等人。

## 後衛戰法

### 後衛配置
三後衛體系
- 3-2-3-2或3-2-2-3：側重防守，三名中後衛搭配兩名中衛，過去常在中央配置自由人，在南美稱為德式防守（La defensa alemana）。
- 3-5-2：側重攻擊，過去常在中央配置自由人，近來則多由三名中後衛搭配前方的一至兩名防守中場組成防線。此陣式由阿根廷教頭卡洛斯‧比拉多（西班牙语：Carlos Bilardo）發揚光大，常見於阿根廷、烏拉圭與委內瑞拉。
- 3-4-3：側重攻擊，三名中後衛並排成橫線，常見於荷蘭。

|  |  |  |

四後衛體系
- 4-4-2扁平：兩名中後衛、兩名邊後衛，搭配兩名防守中場與兩名邊中場形成防線，常見於英格蘭，日後演變成4-4-1-1、4-3-2-1等。
- 4-4-2鑽石：兩名中後衛、兩名邊後衛，搭配一名防守中場，防守中場的功能相當緊要。
- 4-2-2-2：「魔法矩形」，兩名中後衛、兩名翼衛，搭配兩名防守中場，常見於巴西、智利、哥倫比亞及祕魯。
- 4-2-4：兩名中後衛、兩名邊後衛，發源於巴西與匈牙利，日後演變成常見的4-3-3及4-2-3-1。

|  |  |  |  |

五後衛體系
- 5-3-2：三名中後衛（其中一名過去會換成清道夫）、兩名翼衛，常見於歐洲。
- 5-4-1：側重防守，三名中後衛、兩名邊後衛或翼衛。

|  |  |

### 防守戰術
後衛的防守概念分為三種：
- 個人防守（Defensa individual）：一名後衛對付一名敵方進攻球員，不考慮空間，利用體能優勢積極搶球。優點是可以快速搶到球權，缺點是容易犯規，而且敵方能製造很大的跑動空間。
- 區域防守（Defensa zonal）：為每名後衛分配固定的領域，防守不取決於人，而取決於區域。優點是較能保護球門，並能降低犯規與身體擦撞的次數，缺點是容易被快速反擊突破，或被敵方利用人數優勢（二對一等）撕裂防線。
- 混合防守（Defensa mixta）：結合上述兩套體系，對敵方的重點球員進行個人防守，其餘球員執行區域防守。

## 參看
1. ↑  .   [2023-04-14]. （原始内容存档于2016-03-05）.
2. ↑  .   [2023-04-14]. （原始内容存档于2021-08-24）.
3. 1 2  . La Repubblica.   [2016-04-21]. （原始内容存档于2018-04-30） （意大利语）.
4. 1 2  Damele, Fulvio. . Demetra. 1998: 104.
5. ↑  Bortolotti, Adalberto. . Treccani: Enciclopedia dello Sport (2002).   [2020-05-18]. （原始内容存档于2013-01-29） （意大利语）.
6. 1 2 3  Wilson, Jonathan. . London: Orion. 2009: 159–65  [2020-05-25]. ISBN 978-1-56858-963-3.
7. 1 2 3  Bedeschi, Stefano. . Tutto Juve. 2018-07-14  [2020-05-19]. （原始内容存档于2021-04-17） （意大利语）.
8. 1 2 3  . Storie di Calcio. 2017-05-31  [2020-05-19]. （原始内容存档于2021-07-31） （意大利语）.
9. ↑  . Treccani.   [2020-05-18]. （原始内容存档于2013-06-17） （意大利语）.
10. ↑  . L'Analisi Linguistica e Letteraria: Pubblicazione Semestrale (Università Cattolica del Sacro Cuore). 2011: 232  [2020-05-19]. ISBN 9788867808625. ISSN 1122-1917.
11. ↑  Falco, Giorgio. . Bari: Laterza Solaris. 2015  [2020-05-19]. ISBN 9788858120750.
12. ↑  Veronell, Maurizio. . Milan: GDS. 2016-12-21  [2020-05-19]. ISBN 9788867825752.
13. 1 2  Fontana, Mattia. . Eurosport. 2015-07-07  [2020-05-18]. （原始内容存档于2020-07-29） （意大利语）.
14. ↑  Elbech, Søren Florin. . Mogiel.net (Pawel Mogielnicki).   [2012-05-14]. （原始内容存档于2002-02-10）.
15. ↑  Andy Gray with Jim Drewett. Flat Back Four: The Tactical Game. Macmillan Publishers Ltd, London, 1998.
16. ↑  . Storie di Calcio. 2015-12-24  [2020-05-19]. （原始内容存档于2022-12-04） （意大利语）.
17. ↑  . Storie di Calcio. 2017-08-09  [2020-05-21]. （原始内容存档于2021-06-25） （意大利语）.
18. ↑  cbcsports.com 1962 Chile （页面存档备份，存于）
19. ↑  fifa.com Intercontinental Cup 1969
20. 1 2  Andrea Schianchi. . La Gazzetta dello Sport. 2014-11-02  [2015-11-05]. （原始内容存档于2023-04-25） （意大利语）.
21. ↑  . Storie di Calcio.   [2015-11-05]. （原始内容存档于2016-09-15） （意大利语）.
22. ↑  Damiani, Lorenzo. . Il Giornale.   [2020-05-19]. （原始内容存档于2020-08-17） （意大利语）.
23. ↑  Chichierchia, Paolo. . www.mondopallone.it. 2013-04-08  [2020-05-19]. （原始内容存档于2014-08-20） （意大利语）.
24. ↑  Mario Sconcerti. . Il Corriere della Sera. 2016-11-23  [2016-12-27]. （原始内容存档于2023-03-07） （意大利语）.
25. ↑  Giusto, Antonio. . Goal.com. 2010-03-15  [2020-05-17]. （原始内容存档于2022-07-11） （意大利语）.
26. ↑  . calciomercato.com. 2020-04-10  [2020-05-17]. （原始内容存档于2021-04-15） （意大利语）.
27. ↑  . ilpalloneracconta. 2019-09-20  [2020-05-17]. （原始内容存档于2023-03-07） （意大利语）.
28. ↑  Radogna, Fiorenzo. . Il Corriere della Sera. 2018-12-20: 8  [2020-04-15]. （原始内容存档于2021-08-26） （意大利语）.
29. ↑  . Calciomercato. 2017-11-21  [2020-02-24]. （原始内容存档于2017-11-21）.
30. ↑  . UEFA.com. 2016-09-04  [2020-05-22]. （原始内容存档于2021-10-31） （意大利语）.
31. ↑   [The legend of the Grande Inter]. Inter.it.   [2014-09-10]. （原始内容存档于2012-10-19） （意大利语）.
32. ↑  Mario Sconcerti. . Il Corriere della Sera. 2016-11-23  [2016-12-27]. （原始内容存档于2019-10-15） （意大利语）.
33. ↑  Aquè, Federico. . Ultimo Uomo. 2020-03-25  [2020-05-19]. （原始内容存档于2023-01-31） （意大利语）.
34. 1 2  . BBC Sport. 2005-09-01  [2008-01-05]. （原始内容存档于2019-05-24）.
35. 1 2  . FIFA.com.   [2015-01-05]. （原始内容存档于2015-01-09）.
36. 1 2  .   [2015-01-05]. （原始内容存档于2019-01-21）.
37. ↑  Rotting fruit, dying flowers （页面存档备份，存于） The Guardian
38. ↑  Czechoslovakia World Cup Hero Jan Popluhar Dies Aged 75 （页面存档备份，存于） Goal.com
39. ↑  VELIBOR VASOVIC （页面存档备份，存于） The Independent
40. ↑  . Outsideoftheboot.com. 2012-08-29  [2023-04-15]. （原始内容存档于2021-08-24）.
41. ↑  .   [2015-01-05]. （原始内容存档于2019-05-12）.
42. ↑  Tosatti, Giorgio.  [Greece in the football legends. With Catenaccio]. Corriere della Sera. 2004-07-05  [2013-04-19]. （原始内容存档于2022-11-07） （意大利语）.
43. ↑  . BBC Sport. 2004-05-26  [2020-05-21]. （原始内容存档于2020-11-06）.
44. ↑  Hughes, Rob. . The New York Times. 2004-07-03  [2020-05-21]. （原始内容存档于2022-11-07）.
45. ↑  . forzaitalianfootball. 2012-06-13  [2015-01-05]. （原始内容存档于2019-11-15）.
46. ↑  .   [2015-01-05]. （原始内容存档于2019-11-15） （意大利语）.
47. ↑  Tim Vickery (10 February 2010). "The Legacy of Rene Higuita" 的存檔，存档日期2014-09-20.. BBC. Retrieved 11 June 2014
48. ↑  Early, Ken. . The Irish Times. 2014-07-08  [2014-07-11]. （原始内容存档于2019-07-13）.
49. ↑  Wilson, Jonathan. . The Guardian. 2014-02-13  [2017-05-11]. （原始内容存档于2018-06-12）.
50. ↑  . bundesliga.com.   [2021-05-15]. （原始内容存档于2019-06-05）.
51. ↑  Bagchi, Rob. . The Guardian. 2011-01-19  [2017-02-02]. （原始内容存档于2019-10-15）.
52. ↑  Bandini, Paolo. . The Guardian. 2016-06-13  [2017-02-02]. （原始内容存档于2019-07-26）.
53. ↑  . Article on the Translation Journal. 2008-04-01  [2008-04-14]. （原始内容存档于2008-03-27）.
54. ↑  . Englandfootballonline.com.   [2018-11-22]. （原始内容存档于2012-07-30）.
55. ↑  Ingle, Sean. . The Guardian (London). 2000-11-15  [2018-11-22]. （原始内容存档于2007-10-18）.
56. ↑  Lutz, Walter. . FIFA. 2000-09-11  [2018-11-22]. （原始内容存档于2006-01-09）.
57. ↑  Pleat, David. . The Guardian (London). 2007-12-31  [2008-12-11]. （原始内容存档于2013-11-04）. David Pleat discusses the tactical implications of full-backs and other defenders marking wingers in a Guardian match analysis.
58. ↑  Pleat, David. . The Guardian (London). 2008-02-18  [2008-12-11]. （原始内容存档于2013-11-04）. David Pleat explains the team effort in marking an attacking player stationed in the outside-wing position.
59. ↑  Pleat, David. . The Guardian (London). 2006-05-18  [2008-12-11]. （原始内容存档于2013-11-04）. David Pleat explains how the introductions of Barcelona full-back Juliano Belletti and striker Henrik Larsson in the 2006 UEFA Champions League Final improved Barcelona's presence in wide areas. Belletti eventually scored the winning goal for the final.
60. ↑  .   [2023-04-08]. （原始内容存档于2012-08-27）.
61. ↑  . London: BBC Sport. 2005-09-01  [2008-06-21]. （原始内容存档于2017-09-08）.
62. ↑  escoladefutbol.com (编).  (PDF).   [2023-04-08]. （原始内容存档 (PDF)于2023-04-08）.